# 18-й танковый корпус (СССР)
18-й танковый Знаменско-Будапештский Краснознамённый орденов Суворова и Кутузова корпус (18-й тк) — оперативно-тактическое воинское соединение (корпус) Вооружённых сил СССР. Принимал участие в Великой Отечественной войне. В составе действующей армии: с 04.07.1942 по 01.10.1942; с 28.11.1942 по 24.03.1943; с 10.07.1943 по 09.09.1943; с 07.10.1943 по 09.05.1945.

## История
Сформирован в июне 1942 года. В состав корпуса вошли управление корпуса (формировался Московским автобронетанковым центром) 110-я, 180-я, 181-я танковые бригады и 18-я мотострелковая бригада и другие подразделения. Части корпуса формировались наспех, танковые бригады не имели зенитных орудии и радиостанций, а мотострелковая бригада была просто небоеспособной: в ней не хватало только 628 человек младшего комсостава, вообще не было боеприпасов и шофёров для автомашин. Штаб корпуса не был полностью укомплектован, многие офицеры не соответствовали своим должностям.

### Боевой путь
В последних числах июня части корпуса стали в срочном порядке перебрасываться в район Воронежа, куда прибыли 2 — 4 июля 1942 года. 4 июля 1942 года корпус включён в состав Брянского фронта.
Корпус сразу после разгрузки вводился в бой отдельными частями, действуя на фронте 78 км. 18-я мотострелковая бригада заняла оборону севернее Воронежа; 180-я танковая бригада развернулась на рубеже села Олень Колодезь; 110-я танковая бригада — южнее Воронежа; 181-я танковая бригада должна была уничтожить противника, вклинившегося юго-западнее Воронежа. Бригады корпуса вступили в столкновение с противником ещё до приезда в Воронеж командира корпуса генерал-майора И. Д. Черняховского, который до этого командовал 241-й стрелковой дивизией на Северо — Западном фронте. Комиссаром корпуса был назначен полковник С. К. Романов.
7 июля 1942 года Брянский фронт был разделён на Брянский и Воронежский фронты, корпус включён в состав Воронежского фронта.
В период с 1 по 20 августа 1942 года корпус под командованием генерал-майора И. П. Корчагина продолжал вести боевые действия в составе главной группировки 60-й армии, выполняя ранее поставленную общую задачу по окружению и уничтожению Воронежской группировки противника. Одна из целей наступления 18-го тк была достигнута. Генерал-лейтенант К. С. Москаленко позже вспоминал: 

«Это были небольшие по масштабам частные наступательные операции. Успех они имели незначительный. Однако общий оперативный результат оказался весьма положительным: противник был вынужден полностью сохранять свою группировку в районе Воронежа и к северо-западу от него, лишился возможности перебрасывать войска отсюда под Сталинград и на Кавказ»
— http://www.vrn-histpage.ru/page.php?Page=72 18-й танковый корпус в боях за Воронеж в  августе 1942 г.
1 октября 1942 года корпус (кроме 180-й тбр, которая остаётся в составе Воронежского фронта, вместо неё в корпус включена 170-я тбр) выводится из состава Воронежского фронта в Резерв Ставки ВГК в район Татищево.
С 15 декабря до 31 декабря 1942 года принимал участие в Сталинградской битве при проведении операции «Малый Сатурн».
В составе 5-й гвардейской танковой армии корпус принимал участие в Прохоровском сражении.
За боевые заслуги корпус удостоен почётных наименований «Знаменский» и «Будапештский», награждён орденами Красного Знамени, Суворова и Кутузова.

### Преобразование
В ноябре 1945 года 18-й танковый корпус был преобразован в 18-ю танковую Знаменско-Будапештскую Краснознамённую орденов Суворова и Кутузова дивизию. 18-я танковая дивизия расформирована в 1947 году.

## Состав корпуса
- Управление корпуса (формировалось Московским автобронетанковым центром)[1]
- 110-я танковая Знаменская Краснознамённая орденов Суворова, Кутузова и Александра Невского бригада (формировалась в Тамбове)
- 180-я танковая бригада (формировалась в Сталинграде; в составе корпуса до октября 1942 года)
- 170-я танковая бригада (формировалась Московским автобронетанковым центром; в составе корпуса с октября 1942 года)
- 181-я танковая Знаменская Краснознамённая орденов Суворова и Кутузова бригада (формировалась в Сталинграде)
- 32-я мотострелковая Корсунская Краснознамённая ордена Кутузова бригада
- Корпусные части:
- 363-й гвардейский тяжёлый самоходно-артиллерийский Староконстантиновский ордена Суворова полк
- 1438-й самоходно-артиллерийский Знаменский Краснознамённый орденов Суворова и Кутузова полк
- 292-й миномётный Кировоградский полк
- 1000-й истребительно-противотанковый артиллерийский Кировоградский полк
- 1692-й зенитный артиллерийский Кировоградский полк
- 106-й отдельный гвардейский миномётный Краснознамённый дивизион
- 736-й отдельный истребительно-противотанковый артиллерийский дивизион
- 78-й отдельный мотоциклетный орденов Александра Невского и Красной Звезды батальон
- 452 лег. истребительно-противотанковый артиллерийский полк

Части корпусного подчинения:
- 419-й отдельный батальон связи, с 10.07.1943
- 115-я отдельный сапёрный орденов Кутузова[9] и Богдана Хмельницкого[10] батальон, с 10.07.1943
- 119-я отдельная рота химической защиты, с 01.08.1943
- 53-я отдельная инженерно-минная рота, с 29.11.1942
- 22-я отдельная автотранспортная рота подвоза ГСМ, с 28.11.1942
- 139-я подвижная танкоремонтная база, с 23.08.1942
- 104-я подвижная авторемонтная база, с 23.08.1942
- авиационное звено связи, с 10.07.1943
- 45-й полевой автохлебозавод, с 10.07.1943
- 2133-я военно-полевая станция, с 17.08.1942

## Подчинение
| 01.07.1942 года | Резерв Ставки ВГК                         |                                |
| 01.08.1942 года | Воронежский фронт                         | 60-я армия                     |
| 01.11.1942 года | Приволжский военный округ                 |                                |
| 01.12.1942 года | Юго-Западный фронт                        |                                |
| 01.01.1943 года | Юго-Западный фронт                        | 1-я гвардейская армия          |
| 01.02.1943 года | Юго-Западный фронт                        |                                |
| 01.03.1943 года | Юго-Западный фронт                        | 1-я гвардейская армия          |
| 01.04.1943 года | Резерв Ставки ВГК                         |                                |
| 01.05.1943 года | Резерв Ставки ВГК (Степной военный округ) |                                |
| 01.07.1943 года | Резерв Ставки ВГК                         |                                |
| 01.08.1943 года | Воронежский фронт                         | 5-я гвардейская танковая армия |
| 01.10.1943 года | Резерв Ставки ВГК                         | 5-я гвардейская танковая армия |
| 01.11.1943 года | 2-й Украинский фронт                      | 5-я гвардейская танковая армия |
| 01.06.1944 года | 2-й Украинский фронт                      |                                |
| 01.09.1944 года | 2-й Украинский фронт                      | 6-я танковая армия             |
| 01.10.1944 года | 2-й Украинский фронт                      | 53-я армия                     |
| 01.11.1944 года | 2-й Украинский фронт                      |                                |
| 01.12.1944 года | 3-й Украинский фронт                      |                                |

## Командование корпуса

### Командиры корпуса
- Черняховский, Иван Данилович (15.06.1942 — 25.07.1942), генерал-майор;
- Корчагин, Иван Петрович (02.07.1942 — 10.09.1942), генерал-майор танковых войск;
- Бахаров, Борис Сергеевич (07.09.1942 — 25.07.1943), полковник, с 14.10.1942 генерал-майор танковых войск (в ночь на 19.12.1942 отстранён от командования);
- Гущенко, Иван Васильевич (с 19.12.1942), полковник (ВРИО);
- Егоров, Александр Васильевич (26.07.1943 — 10.09.1943), полковник;
- Труфанов, Кузьма Григорьевич (11.09.1943 — 16.10.1943), генерал-майор (тяжело ранен);
- Фирсович, Александр Николаевич (17.10.1943 — 23.12.1943), полковник (врид ???);
- Полозков, Василий Иудович (24.12.1943 — 28.08.1944), генерал-майор танковых войск (убит 28.08.1944 — ОБД);
- Колесников Иван Михайлович (29.08.1944 — 23.09.1944), полковник;
- Говоруненко, Пётр Дмитриевич (24.09.1944 до конца войны), генерал-майор танковых войск, с 19.04.1945 генерал-лейтенант танковых войск

## Награды и наименования
| Награда, наименование                | Дата награждения                                                  | За что награжден |
| ------------------------------------ | ----------------------------------------------------------------- | --- |
| Почётное наименование «Знаменский»   | приказ Верховного Главнокомандующего от 10 декабря 1943 года      | В ознаменование одержанной победы и отличие в боях по освобождению города Знаменка. |
| Орден Красного Знамени               | Награждён Указом Президиума ВС СССР от 15 января 1944 года        | За образцовое выполнение боевых заданий командования на фронте борьбы с немецкими захватчиками и проявленные при этом доблесть и мужество.                                                  |
| Почётное наименование «Будапештский» | приказ Верховного Главнокомандующего от 05 апреля 1945 года № 064 | В ознаменование одержанной победы и отличие в боях по овладению городом Будапешт. |
| орден Суворова II степени            | Награждён Указом Президиума ВС СССР от 26 апреля 1945 года        | За образцовое выполнение заданий командования в боях с немецкими захватчиками при овладении городами Секешфехервар, Мор, Зирез, Веспрем, Эньинг и проявленные при этом доблесть и мужество. |
| орден Кутузова II степени            | Награждён Указом Президиума ВС СССР от 17 мая 1945 года           | За образцовое выполнение заданий командования в боях с немецкими захватчиками при овладении городом Вена и проявленные при этом доблесть и мужество.                                        |

(Танковый фронт 1939—1945)

## Отличившиеся воины
| Награда | Ф. И.О                             | Звание                    | Должность                                                                                 | Дата награждения                                                                  | Примечания                          |
| ------- | ---------------------------------- | ------------------------- | ----------------------------------------------------------------------------------------- | --------------------------------------------------------------------------------- | ----------------------------------- |
|         | Абрамцев, Сергей Павлович          | младший лейтенант         | командир танка 2-го танкового батальона 181-й танковой бригады                            | 13 сентября 1944 года                                                             | Погиб в бою 17 февраля 1944 года    |
|         | Аляпкин, Иван Матвеевич            | старшина                  | механик-водитель танка Т-34 1-го танкового батальона 181-й танковой бригады               | 10 марта 1944 года                                                                |                                     |
|         | Белороссов, Владимир Александрович | младший лейтенант         | командир танка Т-34 2-го танкового батальона 181-й танковой бригады                       | 10 марта 1944 года                                                                | Умер от ран                         |
|         | Бессонов, Александр Андреевич      | старший сержант           | стрелок-радист танка Т-34 разведывательного отряда штаба корпуса                          | 10 марта 1944 года                                                                | Погиб в бою 18 октября 1943 года    |
|         | Вергун, Яков Пантелеймонович       | капитан                   | заместитель начальника штаба 181-й танковой бригады                                       | 22 февраля 1944 года                                                              |                                     |
|         | Говоруненко, Пётр Дмитриевич       | генерал-лейтенант         | командир корпуса                                                                          | 29 июня 1945 года                                                                 |                                     |
|         | Голубков, Всеволод Филиппович      | младший лейтенант         | командир САУ 1438-го самоходно-артиллерийского полка                                      | 24 марта 1945 года                                                                |                                     |
|         | Городецкий, Василий Романович      | красноармеец              | автоматчик моторизированного батальона 110-й танковой бригады                             | 29 июня 1945 года                                                                 |                                     |
|         | Дунаев, Иван Васильевич            | лейтенант                 | командир танка Т-34 разведывательного отряда штаба корпуса                                | 10 марта 1944 года                                                                | Погиб в бою 18 октября 1943 года    |
|         | Забоев, Василий Андреевич          | старшина                  | наводчик орудия 1438-го самоходно-артиллерийского полка                                   | Указом Президиума ВС СССР от 24 марта 1945 года награждён орденом Славы I степени | Умер от ран 14 января 1945 года     |
|         | Иванов, Григорий Федосеевич        | младший лейтенант         | командир танкового взвода 1-го танкового батальона 181-й танковой бригады                 | 24 марта 1945 года                                                                |                                     |
|         | Калинин Гавриил Григорьевич        | младший лейтенант         | командир танка 441-го танкового батальона 110-й танковой бригады                          | 31 марта 1943 года                                                                |                                     |
|         | Козлов, Николай Михайлович         | младший лейтенант         | командир танка 441-го танкового батальона 110-й танковой бригады                          | 10 марта 1944 года                                                                |                                     |
|         | Леонов, Михаил Алексеевич          | младший сержант           | командир башни танка Т-34 разведывательного отряда разведывательного отдела штаба корпуса | 10 марта 1944 года                                                                | Погиб в бою 18 октября 1943 года    |
|         | Манаков, Пётр Захарович            | техник-лейтенант          | механик-водитель танка «КВ» 392-го танкового батальона 180-й танковой бригады             | 28 апреля 1943 года                                                               |                                     |
|         | Мартыненко, Николай Александрович  | старшина                  | командир взвода бронемашин 78 отдельного мотоциклетного батальона                         | Указом Президиума ВС СССР от 24 марта 1945 года награждён орденом Славы I степени |                                     |
|         | Махров, Алексей Григорьевич        | лейтенант                 | командир роты средних танков 1-го танкового батальона 181-й танковой бригады              | 10 марта 1944 года                                                                |                                     |
|         | Мишкин, Николай Тимофеевич         | старший лейтенант         | командир роты 2-го танкового батальона 181-й танковой бригады                             | 24 марта 1945 года                                                                | Погиб в бою 22 сентября 1944 года   |
|         | Оболдин, Савелий Савельевич        | сержант                   | командир расчёта противотанковых ружей 2-го батальона 32-й мотострелковой бригады         | 24 марта 1945 года                                                                |                                     |
|         | Панфилов, Дмитрий Иванович         | младший лейтенант         | командир танкового взвода 2-го танкового батальона 170-й танковой бригады                 | 24 марта 1945 года                                                                |                                     |
|         | Пономаренко, Виктор Иванович       | младший лейтенант         | командир взвода танков Т-34 170-й танковой бригады                                        | 13 сентября 1944 года                                                             |                                     |
|         | Прохоров, Николай Фёдорович        | младший лейтенант         | командир СУ-85 1438-го самоходно-артиллерийского полка                                    | 24 марта 1945 года                                                                |                                     |
|         | Романенко, Георгий Александрович   | старший лейтенант         | командир роты танков 441-го танкового батальона 110-й танковой бригады                    | 10 марта 1944 года                                                                |                                     |
|         | Рослик, Павел Адамович             | капитан                   | командир 1-го батальона 32-й мотострелковой бригады                                       | 24 марта 1945 года                                                                |                                     |
|         | Рязанцев, Николай Дмитриевич       | лейтенант                 | командир взвода танков 1-го танкового батальона 170-й танковой бригады                    | 24 марта 1945 года                                                                | пропал без вести в январе 1945 года |
|         | Сидоренко, Семён Артёмович         | старший лейтенант         | командир батареи 452-го истребительно-противотанкового артиллерийского полка              | 24 марта 1945 года                                                                |                                     |
|         | Сорокин, Павел Васильевич          | лейтенант                 | командир взвода 3-й батареи 1438-го самоходного артиллерийского полка                     | 17 мая 1944 года                                                                  | посмертно                           |
|         | Сысолетин, Михаил Иванович         | старший сержант           | механик-водитель танка Т-34 разведывательного отряда корпуса                              | 10 марта 1944 года                                                                | Погиб в бою 18 октября 1943 года    |
|         | Тарасов, Пётр Максимович           | старший лейтенант         | командир танковой роты 1-го танкового батальона 181-й танковой бригады                    | 24 марта 1945 года                                                                |                                     |
|         | Толстых, Василий Павлович          | лейтенант                 | командир батареи 1438-го самоходного артиллерийского полка                                | 24 марта 1945 года                                                                |                                     |
|         | Шкурдалов, Евгений Викторович      | гвардии старший лейтенант | старший адъютант 1-го танкового батальона 181-й танковой бригады                          | 10 марта 1944 года                                                                |                                     |
|         | Щербаков, Василий Самуилович       | старший лейтенант         | командир взвода танков 3-го танкового батальона 110-й танковой бригады                    | 24 марта 1945 года                                                                |                                     |
|         | Якимович, Николай Кондратьевич     | младший лейтенант         | командир танкового взвода 1-го танкового батальона 181-й танковой бригады                 | 24 марта 1945 года                                                                |                                     |